# Alcea schirazana
Alcea schirazana är en malvaväxtart som beskrevs av Friedrich Christoph Wilhelm Alefeld. Alcea schirazana ingår i släktet stockrosor, och familjen malvaväxter. Inga underarter finns listade i Catalogue of Life.